# Lipson
Lipson är en ort i Australien. Den ligger i kommunen Tumby Bay och delstaten South Australia, omkring 240 kilometer väster om delstatshuvudstaden Adelaide.
Trakten är glest befolkad. Närmaste större samhälle är Tumby Bay, nära Lipson. 
Trakten runt Lipson består till största delen av jordbruksmark. Genomsnittlig årsnederbörd är 430 millimeter. Den regnigaste månaden är juni, med i genomsnitt 90 mm nederbörd, och den torraste är oktober, med 9 mm nederbörd.